# Zwitserse voetbalbeker 2016/17
De Zwitserse voetbalbeker 2016/17 (Duits: Schweizer Cup 2016/17) was de 92ste editie van dit Zwitserse voetbalbekertoernooi. Het toernooi begon op 10 augustus 2016 en eindigde met de finale op 25 mei 2017. Titelverdediger was FC Zürich. De winnaar van de Zwitserse voetbalbeker kwalificeert zich voor de groepsfase van de UEFA Europa League 2017/18. Het toernooi stond om sponsorredenen ook bekend als Helvetia Schweizer Cup.

## Speeldata
| Ronde           | Speeldata                         |
| --------------- | --------------------------------- |
| Eerste ronde    | 10, 13, 14 en 15 augustus 2016    |
| Tweede ronde    | 16, 17 en 18 september 2016       |
| Achtste finales | 26, 27 oktober en 2 november 2016 |
| Kwartfinales    | 1 en 2 maart 2017                 |
| Halve finales   | 5 april 2017                      |
| Finale          | 25 mei 2017                       |

## Deelnemers
Negen clubs uit de Super League 2015/16, alle clubs uit de Challenge League 2015/16 en de top 4 van de Promotion League 2015/16 waren automatisch geplaatst. De overige 41 clubs kwalificeerden zich via aparte voorrondes in hun competities. Reserve-elftallen en clubs uit Liechtenstein mogen niet deelnemen.
| Competitie            | Clubs                 | Clubs                   | Clubs                   | Clubs                 |
| --------------------- | --------------------- | ----------------------- | ----------------------- | --------------------- |
| Super League          | FC Basel              | Grasshopper Club Zürich | FC Lausanne-Sport       | FC Lugano             |
| Super League          | FC Luzern             | FC Sion                 | FC St. Gallen           | FC Thun               |
| Super League          | BSC Young Boys        |                         |                         |                       |
| Challenge League      | FC Aarau              | FC Chiasso              | FC Le Mont              | Neuchâtel Xamax       |
| Challenge League      | FC Schaffhausen       | Servette FC             | FC Wil                  | FC Winterthur         |
| Challenge League      | FC Wohlen             | FC Zürich               |                         |                       |
| Promotion League      | FC Breitenrain        | SC Brühl                | SC Cham                 | FC Köniz              |
| Promotion League      | SC Kriens             | FC La Chaux-de-Fonds    | BSC Old Boys            | FC Rapperswil-Jona    |
| Promotion League      | FC Tuggen             |                         |                         |                       |
| 1. Liga               | FC Azzurri 90         | AC Bellinzona           | FC Black Stars          | Lancy FC              |
| 1. Liga               | FC La Sarraz-Eclépens | FC Münsingen            | FC Oberwallis Naters    | FC Red Star Zürich    |
| 1. Liga               | FC Seefeld            | FC Seuzach              | FC Stade Lausanne-Ouchy | Yverdon-Sport FC      |
| 1. Liga               | FC Zug 94             |                         |                         |                       |
| 2. Liga Interregional | SC Binningen          | FC Conthey              | FC Dulliken             | FC Genolier-Begnins   |
| 2. Liga Interregional | FC Iliria Solothurn   | Meyrin FC               | FC Moutier              | FC Ticino             |
| 2. Liga Interregional | FC Uzwil              |                         |                         |                       |
| 2. Liga               | US Arbedo             | FC Bazenheid            | FC Bubendorf            | AS Calcio Kreuzlingen |
| 2. Liga               | FC Donneloye          | FC Grenchen             | FC Gunzwil              | FC Klingnau           |
| 2. Liga               | CS Romontois          | SC Veltheim             | FC Vernier              | FC Wabern             |
| 2. Liga               | FC Zollbrück          |                         |                         |                       |
| 3. Liga               | SV Rümlang            |                         |                         |                       |

### Legenda
| Kleur | Resultaat                        |
| ----- | -------------------------------- |
|       | Winnaar                          |
|       | Verliezend finalist              |
|       | Uitgeschakeld in halve finales   |
|       | Uitgeschakeld in kwartfinales    |
|       | Uitgeschakeld in achtste finales |
|       | Uitgeschakeld in tweede ronde    |
|       | Uitgeschakeld in eerste ronde    |

## Wedstrijden

### Eerste ronde
In de eerste ronde konden clubs uit de Super League en de Challenge League elkaar niet treffen. Het thuisvoordeel werd toegekend aan de club uit de lagere divisie, indien van toepassing.
|                        |                 |               |                         |                                                                                   |
| 10 augustus 2016 20:00 | FC Bubendorf    | 1 – 2 (1 – 0) | FC Zug 94 *             | Stadion: Stadion Brühl (FC Muri), Muri Toeschouwers: 427 Scheidsrechter: Mischler |
| 10 augustus 2016 20:00 | Schneider 45+1' |               | 52' Burkard 56' Mehidic | Stadion: Stadion Brühl (FC Muri), Muri Toeschouwers: 427 Scheidsrechter: Mischler |
| 10 augustus 2016 20:00 |                 |               |                         | Stadion: Stadion Brühl (FC Muri), Muri Toeschouwers: 427 Scheidsrechter: Mischler |
| 10 augustus 2016 20:00 |                 |               |                         | Stadion: Stadion Brühl (FC Muri), Muri Toeschouwers: 427 Scheidsrechter: Mischler |
|                        |                 |               |                         |                                                                                   |

|                        |           |                                              |            |                                                                                     |
| 13 augustus 2016 15:30 | FC Wabern | 0 − 5 (0 − 3)                                | SC Brühl * | Stadion: Sportplatz Spitalacker, Bern Toeschouwers: 360 Scheidsrechter: Horisberger |
| 13 augustus 2016 15:30 |           | 14' Huber 33', 34' Sabanovic 54', 84' Riedle |            | Stadion: Sportplatz Spitalacker, Bern Toeschouwers: 360 Scheidsrechter: Horisberger |
| 13 augustus 2016 15:30 |           |                                              |            | Stadion: Sportplatz Spitalacker, Bern Toeschouwers: 360 Scheidsrechter: Horisberger |
| 13 augustus 2016 15:30 |           |                                              |            | Stadion: Sportplatz Spitalacker, Bern Toeschouwers: 360 Scheidsrechter: Horisberger |
|                        |           |                                              |            |                                                                                     |

|                        |                                            |               |              |                                                                          |
| 13 augustus 2016 16:00 | SC Binningen *                             | 2 − 1 (0 − 0) | FC Münsingen | Stadion: Spiegelfeld, Binningen Toeschouwers: 180 Scheidsrechter: Morais |
| 13 augustus 2016 16:00 | Fumagalli 64' (pen.), 74' Camatte 68', 87' |               | 49' Plüss    | Stadion: Spiegelfeld, Binningen Toeschouwers: 180 Scheidsrechter: Morais |
| 13 augustus 2016 16:00 |                                            |               |              | Stadion: Spiegelfeld, Binningen Toeschouwers: 180 Scheidsrechter: Morais |
| 13 augustus 2016 16:00 |                                            |               |              | Stadion: Spiegelfeld, Binningen Toeschouwers: 180 Scheidsrechter: Morais |
|                        |                                            |               |              |                                                                          |

|                        |            |               |                                         |                                                                              |
| 13 augustus 2016 16:00 | FC Seefeld | 1 − 2 (1 − 2) | FC Köniz *                              | Stadion: Sportanlage Lengg, Zürich Toeschouwers: 100 Scheidsrechter: Piccolo |
| 13 augustus 2016 16:00 | Ponte 17'  |               | 9' Koubsky 14' Osmani 30', 51' Portillo | Stadion: Sportanlage Lengg, Zürich Toeschouwers: 100 Scheidsrechter: Piccolo |
| 13 augustus 2016 16:00 |            |               |                                         | Stadion: Sportanlage Lengg, Zürich Toeschouwers: 100 Scheidsrechter: Piccolo |
| 13 augustus 2016 16:00 |            |               |                                         | Stadion: Sportanlage Lengg, Zürich Toeschouwers: 100 Scheidsrechter: Piccolo |
|                        |            |               |                                         |                                                                              |

|                        |                               |               |            |                                                                         |
| 13 augustus 2016 17:00 | FC Gunzwil *                  | 2 − 0 (1 − 0) | FC Vernier | Stadion: Sportplatz Linden, Gunzwil Toeschouwers: 150 Scheidsrechter: - |
| 13 augustus 2016 17:00 | Terzimustafic 15' Ramundo 80' |               |            | Stadion: Sportplatz Linden, Gunzwil Toeschouwers: 150 Scheidsrechter: - |
| 13 augustus 2016 17:00 |                               |               |            | Stadion: Sportplatz Linden, Gunzwil Toeschouwers: 150 Scheidsrechter: - |
| 13 augustus 2016 17:00 |                               |               |            | Stadion: Sportplatz Linden, Gunzwil Toeschouwers: 150 Scheidsrechter: - |
|                        |                               |               |            |                                                                         |

|                        |                                                           |               |          |                                                                            |
| 13 augustus 2016 17:00 | FC Ticino *                                               | 4 − 0 (1 − 0) | FC Uzwil | Stadion: Stade Jeanneret, Le Locle Toeschouwers: 280 Scheidsrechter: Odiet |
| 13 augustus 2016 17:00 | S. Natoli 41' M. Natoli Mandiango 74' Da Costa 64' (pen.) |               |          | Stadion: Stade Jeanneret, Le Locle Toeschouwers: 280 Scheidsrechter: Odiet |
| 13 augustus 2016 17:00 |                                                           |               |          | Stadion: Stade Jeanneret, Le Locle Toeschouwers: 280 Scheidsrechter: Odiet |
| 13 augustus 2016 17:00 |                                                           |               |          | Stadion: Stade Jeanneret, Le Locle Toeschouwers: 280 Scheidsrechter: Odiet |
|                        |                                                           |               |          |                                                                            |

|                        |             |                      |                       |                                                                                         |
| 13 augustus 2016 17:00 | FC Grenchen | 0 − 2 (0 − 0)        | FC Iliria Solothurn * | Stadion: Stadion Brühl (FC Grenchen), Grenchen Toeschouwers: 300 Scheidsrechter: Schelb |
| 13 augustus 2016 17:00 |             | 47' Demiri 73' Elezi |                       | Stadion: Stadion Brühl (FC Grenchen), Grenchen Toeschouwers: 300 Scheidsrechter: Schelb |
| 13 augustus 2016 17:00 |             |                      |                       | Stadion: Stadion Brühl (FC Grenchen), Grenchen Toeschouwers: 300 Scheidsrechter: Schelb |
| 13 augustus 2016 17:00 |             |                      |                       | Stadion: Stadion Brühl (FC Grenchen), Grenchen Toeschouwers: 300 Scheidsrechter: Schelb |
|                        |             |                      |                       |                                                                                         |

|                        |                       |               |                                                           |                                                                                      |
| 13 augustus 2016 17:00 | SV Rümlang            | 2 − 5 (0 − 2) | FC Seuzach *                                              | Stadion: Fussballplätze Heuel, Rümlang Toeschouwers: 400 Scheidsrechter: Von Mandach |
| 13 augustus 2016 17:00 | Mathys 55' Bekiri 75' |               | 1' Oergel 6', 80' Widmer 50' Tavares Gawlik 90' Schalcher | Stadion: Fussballplätze Heuel, Rümlang Toeschouwers: 400 Scheidsrechter: Von Mandach |
| 13 augustus 2016 17:00 |                       |               |                                                           | Stadion: Fussballplätze Heuel, Rümlang Toeschouwers: 400 Scheidsrechter: Von Mandach |
| 13 augustus 2016 17:00 |                       |               |                                                           | Stadion: Fussballplätze Heuel, Rümlang Toeschouwers: 400 Scheidsrechter: Von Mandach |
|                        |                       |               |                                                           |                                                                                      |

|                        |                      |               |                                     |                                                                                |
| 13 augustus 2016 17:00 | FC Oberwallis Naters | 1 − 4 (0 − 2) | FC Luzern *                         | Stadion: Sportanlage Stapfen, Naters Toeschouwers: 2.188 Scheidsrechter: Hänni |
| 13 augustus 2016 17:00 | Saleh 49'            |               | 4' Oliveira 43', 83', 86' Schneuwly | Stadion: Sportanlage Stapfen, Naters Toeschouwers: 2.188 Scheidsrechter: Hänni |
| 13 augustus 2016 17:00 |                      |               |                                     | Stadion: Sportanlage Stapfen, Naters Toeschouwers: 2.188 Scheidsrechter: Hänni |
| 13 augustus 2016 17:00 |                      |               |                                     | Stadion: Sportanlage Stapfen, Naters Toeschouwers: 2.188 Scheidsrechter: Hänni |
|                        |                      |               |                                     |                                                                                |

|                        |                             |               |                                      |                                                                              |
| 13 augustus 2016 17:30 | Meyrin FC                   | 1 − 3 (0 − 3) | FC Wohlen *                          | Stadion: Stade des Arbères, Meyrin Toeschouwers: 420 Scheidsrechter: Schärli |
| 13 augustus 2016 17:30 | Cardoso Nogueira 89' (pen.) |               | 11' (pen.), 13' Schultz 16' Foschini | Stadion: Stade des Arbères, Meyrin Toeschouwers: 420 Scheidsrechter: Schärli |
| 13 augustus 2016 17:30 |                             |               |                                      | Stadion: Stade des Arbères, Meyrin Toeschouwers: 420 Scheidsrechter: Schärli |
| 13 augustus 2016 17:30 |                             |               |                                      | Stadion: Stade des Arbères, Meyrin Toeschouwers: 420 Scheidsrechter: Schärli |
|                        |                             |               |                                      |                                                                              |

|                        |                                        |               |                                           |                                                                                       |
| 13 augustus 2016 17:30 | Yverdon-Sport FC                       | 1 − 4 (1 − 2) | FC Winterthur *                           | Stadion: Stade Municipal, Yverdon-les-Bains Toeschouwers: 450 Scheidsrechter: Brunner |
| 13 augustus 2016 17:30 | Gauthier 23' Rushenguziminega 21', 83' |               | 2' Dessarzin 15', 90+4' Silvio 82' Sutter | Stadion: Stade Municipal, Yverdon-les-Bains Toeschouwers: 450 Scheidsrechter: Brunner |
| 13 augustus 2016 17:30 |                                        |               |                                           | Stadion: Stade Municipal, Yverdon-les-Bains Toeschouwers: 450 Scheidsrechter: Brunner |
| 13 augustus 2016 17:30 |                                        |               |                                           | Stadion: Stade Municipal, Yverdon-les-Bains Toeschouwers: 450 Scheidsrechter: Brunner |
|                        |                                        |               |                                           |                                                                                       |

|                        |              |               |                                                   |                                                                                       |
| 13 augustus 2016 17:45 | CS Romontois | 1 − 6 (0 − 3) | FC Sion *                                         | Stadion: Stade Communal du Glaney, Romont Toeschouwers: 2.900 Scheidsrechter: Tschudi |
| 13 augustus 2016 17:45 | Chatagny 77' |               | 2', 12', 82' Akolo 15' Bia 48' (pen.), 68' Konaté | Stadion: Stade Communal du Glaney, Romont Toeschouwers: 2.900 Scheidsrechter: Tschudi |
| 13 augustus 2016 17:45 |              |               |                                                   | Stadion: Stade Communal du Glaney, Romont Toeschouwers: 2.900 Scheidsrechter: Tschudi |
| 13 augustus 2016 17:45 |              |               |                                                   | Stadion: Stade Communal du Glaney, Romont Toeschouwers: 2.900 Scheidsrechter: Tschudi |
|                        |              |               |                                                   |                                                                                       |

|                        |             |                                                                   |             |                                                                                |
| 13 augustus 2016 18:00 | FC Klingnau | 0 − 6 (0 − 3)                                                     | FC Tuggen * | Stadion: Sportplatz Grie, Klingnau Toeschouwers: 300 Scheidsrechter: Schwaller |
| 13 augustus 2016 18:00 |             | 37', 39' Antero Gomes 43' Murtisi 54' Zverotić 73' Kuhn 82' Shala |             | Stadion: Sportplatz Grie, Klingnau Toeschouwers: 300 Scheidsrechter: Schwaller |
| 13 augustus 2016 18:00 |             |                                                                   |             | Stadion: Sportplatz Grie, Klingnau Toeschouwers: 300 Scheidsrechter: Schwaller |
| 13 augustus 2016 18:00 |             |                                                                   |             | Stadion: Sportplatz Grie, Klingnau Toeschouwers: 300 Scheidsrechter: Schwaller |
|                        |             |                                                                   |             |                                                                                |

|                        |            |               |                                            |                                                                               |
| 13 augustus 2016 18:00 | FC Conthey | 1 − 4 (0 − 2) | AC Bellinzona *                            | Stadion: Stade des Fougères, Conthey Toeschouwers: 420 Scheidsrechter: Rosset |
| 13 augustus 2016 18:00 | Herder 77' |               | 6' Bankovic 14', 69' Magnetti 49' Guidotti | Stadion: Stade des Fougères, Conthey Toeschouwers: 420 Scheidsrechter: Rosset |
| 13 augustus 2016 18:00 |            |               |                                            | Stadion: Stade des Fougères, Conthey Toeschouwers: 420 Scheidsrechter: Rosset |
| 13 augustus 2016 18:00 |            |               |                                            | Stadion: Stade des Fougères, Conthey Toeschouwers: 420 Scheidsrechter: Rosset |
|                        |            |               |                                            |                                                                               |

|                        |             |                                                            |                  |                                                                                  |
| 13 augustus 2016 18:00 | SC Veltheim | 0 − 6 (0 − 2)                                              | BSC Young Boys * | Stadion: Sportplatz Flüeli, Winterthur Toeschouwers: 2.501 Scheidsrechter: Amhof |
| 13 augustus 2016 18:00 |             | 16' Gajic 41' Kubo 57' Ravet 66', 77' (pen.) Frey 85' Duah |                  | Stadion: Sportplatz Flüeli, Winterthur Toeschouwers: 2.501 Scheidsrechter: Amhof |
| 13 augustus 2016 18:00 |             |                                                            |                  | Stadion: Sportplatz Flüeli, Winterthur Toeschouwers: 2.501 Scheidsrechter: Amhof |
| 13 augustus 2016 18:00 |             |                                                            |                  | Stadion: Sportplatz Flüeli, Winterthur Toeschouwers: 2.501 Scheidsrechter: Amhof |
|                        |             |                                                            |                  |                                                                                  |

|                        |            |                                 |             |                                                                                  |
| 13 augustus 2016 19:30 | FC Moutier | 0 − 3 (0 − 2)                   | FC Lugano * | Stadion: Novimmob Stadium, Moutier Toeschouwers: 1.300 Scheidsrechter: Jancevski |
| 13 augustus 2016 19:30 |            | 8' Ceesay 41' Alioski 58' Ponce |             | Stadion: Novimmob Stadium, Moutier Toeschouwers: 1.300 Scheidsrechter: Jancevski |
| 13 augustus 2016 19:30 |            |                                 |             | Stadion: Novimmob Stadium, Moutier Toeschouwers: 1.300 Scheidsrechter: Jancevski |
| 13 augustus 2016 19:30 |            |                                 |             | Stadion: Novimmob Stadium, Moutier Toeschouwers: 1.300 Scheidsrechter: Jancevski |
|                        |            |                                 |             |                                                                                  |

|                        |                      |                       |             |                                                                                                 |
| 13 augustus 2016 20:00 | FC La Chaux-de-Fonds | 0 − 2 (0 − 2)         | FC Zürich * | Stadion: Stade de la Charrière, La Chaux-de-Fonds Toeschouwers: 1.300 Scheidsrechter: Erlachner |
| 13 augustus 2016 20:00 |                      | 8' Sarr 20' Rodríguez |             | Stadion: Stade de la Charrière, La Chaux-de-Fonds Toeschouwers: 1.300 Scheidsrechter: Erlachner |
| 13 augustus 2016 20:00 |                      |                       |             | Stadion: Stade de la Charrière, La Chaux-de-Fonds Toeschouwers: 1.300 Scheidsrechter: Erlachner |
| 13 augustus 2016 20:00 |                      |                       |             | Stadion: Stade de la Charrière, La Chaux-de-Fonds Toeschouwers: 1.300 Scheidsrechter: Erlachner |
|                        |                      |                       |             |                                                                                                 |

|                        |           |                                             |                   | |
| 13 augustus 2016 20:00 | US Arbedo | 0 − 5 (0 − 1)                               | Neuchâtel Xamax * | Stadion: Campo Sportivo Arbedo-Castione, Arbedo-Castione Toeschouwers: 450 Scheidsrechter: Ovcharov |
| 13 augustus 2016 20:00 |           | 28', 66' Ramizi 53', 72' Karlen 60' Zbinden |                   | Stadion: Campo Sportivo Arbedo-Castione, Arbedo-Castione Toeschouwers: 450 Scheidsrechter: Ovcharov |
| 13 augustus 2016 20:00 |           |                                             |                   | Stadion: Campo Sportivo Arbedo-Castione, Arbedo-Castione Toeschouwers: 450 Scheidsrechter: Ovcharov |
| 13 augustus 2016 20:00 |           |                                             |                   | Stadion: Campo Sportivo Arbedo-Castione, Arbedo-Castione Toeschouwers: 450 Scheidsrechter: Ovcharov |
|                        |           |                                             |                   | |

|                        |             |                                    |              |                                                                               |
| 14 augustus 2016 14:00 | FC Dulliken | 0 − 3 (0 − 2)                      | FC Chiasso * | Stadion: Sportanlage Ey, Dulliken Toeschouwers: 450 Scheidsrechter: Erlachner |
| 14 augustus 2016 14:00 |             | 26' Hiwat 33' Mujić 58' Monighetti |              | Stadion: Sportanlage Ey, Dulliken Toeschouwers: 450 Scheidsrechter: Erlachner |
| 14 augustus 2016 14:00 |             |                                    |              | Stadion: Sportanlage Ey, Dulliken Toeschouwers: 450 Scheidsrechter: Erlachner |
| 14 augustus 2016 14:00 |             |                                    |              | Stadion: Sportanlage Ey, Dulliken Toeschouwers: 450 Scheidsrechter: Erlachner |
|                        |             |                                    |              |                                                                               |

|                        |              |                                                        |            |                                                                                       |
| 14 augustus 2016 15:00 | FC Zollbrück | 0 − 5 (0 − 2)                                          | FC Aarau * | Stadion: Sportplatz Tannschachen, Zollbrück Toeschouwers: 1.537 Scheidsrechter: Bieri |
| 14 augustus 2016 15:00 |              | 15', 58' Tréand 34' Rossini 55' Ciarrocchi 90' Peralta |            | Stadion: Sportplatz Tannschachen, Zollbrück Toeschouwers: 1.537 Scheidsrechter: Bieri |
| 14 augustus 2016 15:00 |              |                                                        |            | Stadion: Sportplatz Tannschachen, Zollbrück Toeschouwers: 1.537 Scheidsrechter: Bieri |
| 14 augustus 2016 15:00 |              |                                                        |            | Stadion: Sportplatz Tannschachen, Zollbrück Toeschouwers: 1.537 Scheidsrechter: Bieri |
|                        |              |                                                        |            |                                                                                       |

|                        |                                         |               |                      |                                                                                    |
| 14 augustus 2016 15:00 | FC Breitenrain *                        | 3 − 1 (1 − 1) | Servette FC          | Stadion: Sportplatz Spitalacker, Bern Toeschouwers: 1.000 Scheidsrechter: Klossner |
| 14 augustus 2016 15:00 | Henzi 35' Freiburghaus 68' Da Silva 73' |               | 31' Yagan 38' Delley | Stadion: Sportplatz Spitalacker, Bern Toeschouwers: 1.000 Scheidsrechter: Klossner |
| 14 augustus 2016 15:00 |                                         |               |                      | Stadion: Sportplatz Spitalacker, Bern Toeschouwers: 1.000 Scheidsrechter: Klossner |
| 14 augustus 2016 15:00 |                                         |               |                      | Stadion: Sportplatz Spitalacker, Bern Toeschouwers: 1.000 Scheidsrechter: Klossner |
|                        |                                         |               |                      |                                                                                    |

|                        |              |                           |                           |                                                                                     |
| 14 augustus 2016 15:00 | BSC Old Boys | 0 – 2 (0 – 0, 0 – 0) n.v. | Grasshopper Club Zürich * | Stadion: Stadion Schützenmatte, Basel Toeschouwers: 1.000 Scheidsrechter: Jaccottet |
| 14 augustus 2016 15:00 |              | 105' Bamert 120' Gjorgjev |                           | Stadion: Stadion Schützenmatte, Basel Toeschouwers: 1.000 Scheidsrechter: Jaccottet |
| 14 augustus 2016 15:00 |              |                           |                           | Stadion: Stadion Schützenmatte, Basel Toeschouwers: 1.000 Scheidsrechter: Jaccottet |
| 14 augustus 2016 15:00 |              |                           |                           | Stadion: Stadion Schützenmatte, Basel Toeschouwers: 1.000 Scheidsrechter: Jaccottet |
|                        |              |                           |                           |                                                                                     |

|                        |              | |              |                                                                                |
| 14 augustus 2016 15:00 | FC Donneloye | 0 − 14 (0 − 9) | FC Le Mont * | Stadion: Stade Dany Gavillet, Donneloye Toeschouwers: 550 Scheidsrechter: Roth |
| 14 augustus 2016 15:00 |              | 1', 25' Savić 34' Sessolo 35', 37', 38' Savić 40' (pen.), 42' Mobulu 44' Savić 61', 62' Feuillassier 65' Savić 85' Lawson 88' Sessolo |              | Stadion: Stade Dany Gavillet, Donneloye Toeschouwers: 550 Scheidsrechter: Roth |
| 14 augustus 2016 15:00 |              | |              | Stadion: Stade Dany Gavillet, Donneloye Toeschouwers: 550 Scheidsrechter: Roth |
| 14 augustus 2016 15:00 |              | |              | Stadion: Stade Dany Gavillet, Donneloye Toeschouwers: 550 Scheidsrechter: Roth |
|                        |              | |              |                                                                                |

|                        |                            |               |         |                                                                                  |
| 14 augustus 2016 15:30 | AS Calcio Kreuzlingen *    | 1 − 0 (1 − 0) | SC Cham | Stadion: Sportanlage Döbeli, Kreuzlingen Toeschouwers: 300 Scheidsrechter: Borra |
| 14 augustus 2016 15:30 | Sumelka 16' Parisi 8', 59' |               |         | Stadion: Sportanlage Döbeli, Kreuzlingen Toeschouwers: 300 Scheidsrechter: Borra |
| 14 augustus 2016 15:30 |                            |               |         | Stadion: Sportanlage Döbeli, Kreuzlingen Toeschouwers: 300 Scheidsrechter: Borra |
| 14 augustus 2016 15:30 |                            |               |         | Stadion: Sportanlage Döbeli, Kreuzlingen Toeschouwers: 300 Scheidsrechter: Borra |
|                        |                            |               |         |                                                                                  |

|                        |                     |               |                           |                                                                                      |
| 14 augustus 2016 15:30 | FC Genolier-Begnins | 1 − 3 (0 − 0) | FC Azzurri 90 *           | Stadion: Terrain des Gravières, Genolier Toeschouwers: 200 Scheidsrechter: Dégallier |
| 14 augustus 2016 15:30 | Jemmely 73' (pen.)  |               | 75' Gasic 78', 89' Afonso | Stadion: Terrain des Gravières, Genolier Toeschouwers: 200 Scheidsrechter: Dégallier |
| 14 augustus 2016 15:30 |                     |               |                           | Stadion: Terrain des Gravières, Genolier Toeschouwers: 200 Scheidsrechter: Dégallier |
| 14 augustus 2016 15:30 |                     |               |                           | Stadion: Terrain des Gravières, Genolier Toeschouwers: 200 Scheidsrechter: Dégallier |
|                        |                     |               |                           |                                                                                      |

|                        |                    |               |            |                                                                                             |
| 14 augustus 2016 15:30 | FC Rapperswil-Jona | 0 − 1 (0 − 0) | FC Basel * | Stadion: Sportanlage Grünfeld, Rapperswil-Jona Toeschouwers: 4.350 Scheidsrechter: Schnyder |
| 14 augustus 2016 15:30 |                    | 58' Boëtius   |            | Stadion: Sportanlage Grünfeld, Rapperswil-Jona Toeschouwers: 4.350 Scheidsrechter: Schnyder |
| 14 augustus 2016 15:30 |                    |               |            | Stadion: Sportanlage Grünfeld, Rapperswil-Jona Toeschouwers: 4.350 Scheidsrechter: Schnyder |
| 14 augustus 2016 15:30 |                    |               |            | Stadion: Sportanlage Grünfeld, Rapperswil-Jona Toeschouwers: 4.350 Scheidsrechter: Schnyder |
|                        |                    |               |            |                                                                                             |

|                        |                       |                                             |                   |                                                                                              |
| 14 augustus 2016 15:30 | FC La Sarraz-Eclépens | 0 − 3 (0 − 1)                               | FC Schaffhausen * | Stadion: Terrain de La Sarraz - En Gravey, La Sarraz Toeschouwers: 300 Scheidsrechter: Dudic |
| 14 augustus 2016 15:30 |                       | 33' (pen.) Bunjaku 48' Mevlja 84' Gonçalves |                   | Stadion: Terrain de La Sarraz - En Gravey, La Sarraz Toeschouwers: 300 Scheidsrechter: Dudic |
| 14 augustus 2016 15:30 |                       |                                             |                   | Stadion: Terrain de La Sarraz - En Gravey, La Sarraz Toeschouwers: 300 Scheidsrechter: Dudic |
| 14 augustus 2016 15:30 |                       |                                             |                   | Stadion: Terrain de La Sarraz - En Gravey, La Sarraz Toeschouwers: 300 Scheidsrechter: Dudic |
|                        |                       |                                             |                   |                                                                                              |

|                        |              |               |                     |                                                                           |
| 14 augustus 2016 15:30 | Lancy FC     | 1 − 2 (0 − 1) | FC Lausanne-Sport * | Stadion: Stade de Marignac, Lancy Toeschouwers: 1.000 Scheidsrechter: Gut |
| 14 augustus 2016 15:30 | Daclinat 78' |               | 30' Pak 61' Méndez  | Stadion: Stade de Marignac, Lancy Toeschouwers: 1.000 Scheidsrechter: Gut |
| 14 augustus 2016 15:30 |              |               |                     | Stadion: Stade de Marignac, Lancy Toeschouwers: 1.000 Scheidsrechter: Gut |
| 14 augustus 2016 15:30 |              |               |                     | Stadion: Stade de Marignac, Lancy Toeschouwers: 1.000 Scheidsrechter: Gut |
|                        |              |               |                     |                                                                           |

|                        |                         |               |                    |                                                                                |
| 14 augustus 2016 16:00 | FC Bazenheid *          | 2 − 1 (0 − 0) | FC Red Star Zürich | Stadion: Sportplatz Ifang, Kirchberg Toeschouwers: 340 Scheidsrechter: Rogalla |
| 14 augustus 2016 16:00 | Dilsiz 79' Farkas 90+3' |               | 73' Babic          | Stadion: Sportplatz Ifang, Kirchberg Toeschouwers: 340 Scheidsrechter: Rogalla |
| 14 augustus 2016 16:00 |                         |               |                    | Stadion: Sportplatz Ifang, Kirchberg Toeschouwers: 340 Scheidsrechter: Rogalla |
| 14 augustus 2016 16:00 |                         |               |                    | Stadion: Sportplatz Ifang, Kirchberg Toeschouwers: 340 Scheidsrechter: Rogalla |
|                        |                         |               |                    |                                                                                |

|                        |                                          |               |                    |                                                                                  |
| 14 augustus 2016 16:00 | FC Stade Lausanne-Ouchy *                | 4 − 2 (2 − 0) | FC Wil             | Stadion: Centre sportif de Vidy, Lausanne Toeschouwers: 250 Scheidsrechter: Musa |
| 14 augustus 2016 16:00 | Kok 11', 21' Ngindu Tshitumba 51', 90+2' |               | 82' Akın 84' Fazli | Stadion: Centre sportif de Vidy, Lausanne Toeschouwers: 250 Scheidsrechter: Musa |
| 14 augustus 2016 16:00 |                                          |               |                    | Stadion: Centre sportif de Vidy, Lausanne Toeschouwers: 250 Scheidsrechter: Musa |
| 14 augustus 2016 16:00 |                                          |               |                    | Stadion: Centre sportif de Vidy, Lausanne Toeschouwers: 250 Scheidsrechter: Musa |
|                        |                                          |               |                    |                                                                                  |

|                        |                            |               |         |                                                                                  |
| 14 augustus 2016 17:00 | SC Kriens *                | 2 − 1 (0 − 1) | FC Thun | Stadion: Stadion Kleinfeld, Kriens Toeschouwers: 1.600 Scheidsrechter: Fähndrich |
| 14 augustus 2016 17:00 | Siegrist 73' Sulejmani 82' |               | 8' Rapp | Stadion: Stadion Kleinfeld, Kriens Toeschouwers: 1.600 Scheidsrechter: Fähndrich |
| 14 augustus 2016 17:00 |                            |               |         | Stadion: Stadion Kleinfeld, Kriens Toeschouwers: 1.600 Scheidsrechter: Fähndrich |
| 14 augustus 2016 17:00 |                            |               |         | Stadion: Stadion Kleinfeld, Kriens Toeschouwers: 1.600 Scheidsrechter: Fähndrich |
|                        |                            |               |         |                                                                                  |

|                        |                                  |               |                            |                                                                                     |
| 15 augustus 2016 19:30 | FC Black Stars                   | 2 − 3 (1 − 1) | FC St. Gallen *            | Stadion: Sportplatz Buschweilerhof, Basel Toeschouwers: 850 Scheidsrechter: Schärer |
| 15 augustus 2016 19:30 | Rodriguez 17' Florian Hengel 84' |               | 35', 85' Buess 62' Bunjaku | Stadion: Sportplatz Buschweilerhof, Basel Toeschouwers: 850 Scheidsrechter: Schärer |
| 15 augustus 2016 19:30 |                                  |               |                            | Stadion: Sportplatz Buschweilerhof, Basel Toeschouwers: 850 Scheidsrechter: Schärer |
| 15 augustus 2016 19:30 |                                  |               |                            | Stadion: Sportplatz Buschweilerhof, Basel Toeschouwers: 850 Scheidsrechter: Schärer |
|                        |                                  |               |                            |                                                                                     |

### Tweede ronde
In de tweede ronde konden clubs uit de Super League elkaar niet treffen. Het thuisvoordeel werd toegekend aan de club uit de lagere divisie, indien van toepassing. De loting vond plaats op 16 augustus 2016 in het hoofdkantoor van de Zwitserse voetbalbond in Muri bij Bern.
|                         |                               |               |                   |                                                                                  |
| 16 september 2016 19:00 | FC Köniz *                    | 3 − 1 (2 − 1) | FC Lausanne-Sport | Stadion: Sportplatz Liebefeld, Köniz Toeschouwers: 500 Scheidsrechter: Jancevski |
| 16 september 2016 19:00 | Kasaï 6' Miani 25' Acosta 85' |               | 44' Esnáider      | Stadion: Sportplatz Liebefeld, Köniz Toeschouwers: 500 Scheidsrechter: Jancevski |
| 16 september 2016 19:00 |                               |               |                   | Stadion: Sportplatz Liebefeld, Köniz Toeschouwers: 500 Scheidsrechter: Jancevski |
| 16 september 2016 19:00 |                               |               |                   | Stadion: Sportplatz Liebefeld, Köniz Toeschouwers: 500 Scheidsrechter: Jancevski |
|                         |                               |               |                   |                                                                                  |

|                         |                |                |            |                                                                                     |
| 16 september 2016 19:30 | FC Breitenrain | 0 − 1 (0 − 1)  | FC Aarau * | Stadion: Sportplatz Spitalacker, Bern Toeschouwers: 1.450 Scheidsrechter: Jaccottet |
| 16 september 2016 19:30 |                | 45' Ciarrocchi |            | Stadion: Sportplatz Spitalacker, Bern Toeschouwers: 1.450 Scheidsrechter: Jaccottet |
| 16 september 2016 19:30 |                |                |            | Stadion: Sportplatz Spitalacker, Bern Toeschouwers: 1.450 Scheidsrechter: Jaccottet |
| 16 september 2016 19:30 |                |                |            | Stadion: Sportplatz Spitalacker, Bern Toeschouwers: 1.450 Scheidsrechter: Jaccottet |
|                         |                |                |            |                                                                                     |

|                         |              |               |           |                                                                                        |
| 17 september 2016 14:30 | FC Chiasso * | 1 − 0 (1 − 0) | FC Wohlen | Stadion: Stadio Comunale di Chiasso, Chiasso Toeschouwers: 400 Scheidsrechter: Schärli |
| 17 september 2016 14:30 | Padula 43'   |               |           | Stadion: Stadio Comunale di Chiasso, Chiasso Toeschouwers: 400 Scheidsrechter: Schärli |
| 17 september 2016 14:30 |              |               |           | Stadion: Stadio Comunale di Chiasso, Chiasso Toeschouwers: 400 Scheidsrechter: Schärli |
| 17 september 2016 14:30 |              |               |           | Stadion: Stadio Comunale di Chiasso, Chiasso Toeschouwers: 400 Scheidsrechter: Schärli |
|                         |              |               |           |                                                                                        |

|                         |                         |                                            |                 |                                                                                   |
| 17 september 2016 16:00 | FC Stade Lausanne-Ouchy | 0 − 3 (0 − 1)                              | FC Winterthur * | Stadion: Centre sportif de Vidy, Lausanne Toeschouwers: 450 Scheidsrechter: Dudic |
| 17 september 2016 16:00 |                         | 36' Dessarzin 77' Sutter 90+3' (e.d.) Rego |                 | Stadion: Centre sportif de Vidy, Lausanne Toeschouwers: 450 Scheidsrechter: Dudic |
| 17 september 2016 16:00 |                         |                                            |                 | Stadion: Centre sportif de Vidy, Lausanne Toeschouwers: 450 Scheidsrechter: Dudic |
| 17 september 2016 16:00 |                         |                                            |                 | Stadion: Centre sportif de Vidy, Lausanne Toeschouwers: 450 Scheidsrechter: Dudic |
|                         |                         |                                            |                 |                                                                                   |

|                         |               |               |                          |                                                                          |
| 17 september 2016 16:00 | SC Binningen  | 1 − 2 (1 − 0) | SC Brühl *               | Stadion: Spiegelfeld, Binningen Toeschouwers: 460 Scheidsrechter: Turkes |
| 17 september 2016 16:00 | Fumagalli 32' |               | 60' Riedle 63' Šabanović | Stadion: Spiegelfeld, Binningen Toeschouwers: 460 Scheidsrechter: Turkes |
| 17 september 2016 16:00 |               |               |                          | Stadion: Spiegelfeld, Binningen Toeschouwers: 460 Scheidsrechter: Turkes |
| 17 september 2016 16:00 |               |               |                          | Stadion: Spiegelfeld, Binningen Toeschouwers: 460 Scheidsrechter: Turkes |
|                         |               |               |                          |                                                                          |

|                         |                   |               |                                                               |                                                                                 |
| 17 september 2016 16:00 | FC Gunzwil        | 1 − 4 (1 − 3) | FC Lugano                                                     | Stadion: Sportplatz Linden, Gunzwil Toeschouwers: 1.500 Scheidsrechter: Schärer |
| 17 september 2016 16:00 | Terzimustafic 20' |               | 14' (pen.), 56' Ponce 17', 24' (pen.) Mizrahi 51', 64' Ceesay | Stadion: Sportplatz Linden, Gunzwil Toeschouwers: 1.500 Scheidsrechter: Schärer |
| 17 september 2016 16:00 |                   |               |                                                               | Stadion: Sportplatz Linden, Gunzwil Toeschouwers: 1.500 Scheidsrechter: Schärer |
| 17 september 2016 16:00 |                   |               |                                                               | Stadion: Sportplatz Linden, Gunzwil Toeschouwers: 1.500 Scheidsrechter: Schärer |
|                         |                   |               |                                                               |                                                                                 |

|                         |                       |                                        |                    |                                                                                            |
| 17 september 2016 16:30 | AS Calcio Kreuzlingen | 1 – 1 (0 - 1, 1 – 1) n.v. (6 – 7 pen.) | FC Tuggen *        | Stadion: Sportanlage Döbeli, Kreuzlingen Toeschouwers: 200 Scheidsrechter: Raphael Gentile |
| 17 september 2016 16:30 | Pajaziti 73'          |                                        | 25' (pen.) Santana | Stadion: Sportanlage Döbeli, Kreuzlingen Toeschouwers: 200 Scheidsrechter: Raphael Gentile |
| 17 september 2016 16:30 |                       |                                        |                    | Stadion: Sportanlage Döbeli, Kreuzlingen Toeschouwers: 200 Scheidsrechter: Raphael Gentile |
| 17 september 2016 16:30 |                       |                                        |                    | Stadion: Sportanlage Döbeli, Kreuzlingen Toeschouwers: 200 Scheidsrechter: Raphael Gentile |
|                         |                       |                                        |                    |                                                                                            |

|                         |                                      |               |                                      |                                                                                           |
| 17 september 2016 17:00 | FC Azzurri 90                        | 2 − 3 (0 − 3) | SC Kriens *                          | Stadion: Centre sportif de Chavannes, Lausanne Toeschouwers: 200 Scheidsrechter: Skalonja |
| 17 september 2016 17:00 | Chergui 55' Brahimi 87' Afonso 90+3' |               | 26' Hasanaj 35' Sulejmani 37' Fanger | Stadion: Centre sportif de Chavannes, Lausanne Toeschouwers: 200 Scheidsrechter: Skalonja |
| 17 september 2016 17:00 |                                      |               |                                      | Stadion: Centre sportif de Chavannes, Lausanne Toeschouwers: 200 Scheidsrechter: Skalonja |
| 17 september 2016 17:00 |                                      |               |                                      | Stadion: Centre sportif de Chavannes, Lausanne Toeschouwers: 200 Scheidsrechter: Skalonja |
|                         |                                      |               |                                      |                                                                                           |

|                         |           |                              |           |                                                                            |
| 17 september 2016 17:00 | FC Ticino | 0 − 3 (0 − 0)                | FC Luzern | Stadion: Stade Jeanneret, Le Locle Toeschouwers: 750 Scheidsrechter: Pache |
| 17 september 2016 17:00 |           | 79' Jurić 83', 87' Schneuwly |           | Stadion: Stade Jeanneret, Le Locle Toeschouwers: 750 Scheidsrechter: Pache |
| 17 september 2016 17:00 |           |                              |           | Stadion: Stade Jeanneret, Le Locle Toeschouwers: 750 Scheidsrechter: Pache |
| 17 september 2016 17:00 |           |                              |           | Stadion: Stade Jeanneret, Le Locle Toeschouwers: 750 Scheidsrechter: Pache |
|                         |           |                              |           |                                                                            |

|                         |            |               |                                                 |                                                                            |
| 17 september 2016 18:00 | FC Seuzach | 1 − 4 (0 − 2) | Grasshopper Club Zürich *                       | Stadion: Sportplatz Rolli, Seuzach Toeschouwers: 3.500 Scheidsrechter: Gut |
| 17 september 2016 18:00 | Oergel 64' |               | 8', 42' Hunziker 63' Tabaković 75' Sigurjónsson | Stadion: Sportplatz Rolli, Seuzach Toeschouwers: 3.500 Scheidsrechter: Gut |
| 17 september 2016 18:00 |            |               |                                                 | Stadion: Sportplatz Rolli, Seuzach Toeschouwers: 3.500 Scheidsrechter: Gut |
| 17 september 2016 18:00 |            |               |                                                 | Stadion: Sportplatz Rolli, Seuzach Toeschouwers: 3.500 Scheidsrechter: Gut |
|                         |            |               |                                                 |                                                                            |

|                         |            |                        |                 |                                                                                             |
| 17 september 2016 19:00 | FC Le Mont | 0 − 1 (0 − 0)          | FC St. Gallen * | Stadion: Stade Sous-Ville, Le Mont-sur-Lausanne Toeschouwers: 670 Scheidsrechter: Fähndrich |
| 17 september 2016 19:00 |            | 79' Buess 90+4' Schulz |                 | Stadion: Stade Sous-Ville, Le Mont-sur-Lausanne Toeschouwers: 670 Scheidsrechter: Fähndrich |
| 17 september 2016 19:00 |            |                        |                 | Stadion: Stade Sous-Ville, Le Mont-sur-Lausanne Toeschouwers: 670 Scheidsrechter: Fähndrich |
| 17 september 2016 19:00 |            |                        |                 | Stadion: Stade Sous-Ville, Le Mont-sur-Lausanne Toeschouwers: 670 Scheidsrechter: Fähndrich |
|                         |            |                        |                 |                                                                                             |

|                         |              |               |                                                     |                                                                                   |
| 18 september 2016 15:00 | FC Bazenheid | 1 − 7 (0 − 1) | BSC Young Boys *                                    | Stadion: Sportplatz Ifang, Bazenheid Toeschouwers: 3.273 Scheidsrechter: Schnyder |
| 18 september 2016 15:00 | Mlinaric 63' |               | 41', 49' Frey 56' Duah 64', 72', 77' Kubo 86' Ravet | Stadion: Sportplatz Ifang, Bazenheid Toeschouwers: 3.273 Scheidsrechter: Schnyder |
| 18 september 2016 15:00 |              |               |                                                     | Stadion: Sportplatz Ifang, Bazenheid Toeschouwers: 3.273 Scheidsrechter: Schnyder |
| 18 september 2016 15:00 |              |               |                                                     | Stadion: Sportplatz Ifang, Bazenheid Toeschouwers: 3.273 Scheidsrechter: Schnyder |
|                         |              |               |                                                     |                                                                                   |

|                         |                     |               |                                                    |                                                                           |
| 18 september 2016 15:00 | FC Iliria Solothurn | 1 − 4 (0 − 1) | FC Schaffhausen *                                  | Stadion: Mittlere Brühl, Solothurn Toeschouwers: 900 Scheidsrechter: Musa |
| 18 september 2016 15:00 | Jahiu 66'           |               | 32' Neitzke 59' Frontino 69' Facchinetti 89' Rossi | Stadion: Mittlere Brühl, Solothurn Toeschouwers: 900 Scheidsrechter: Musa |
| 18 september 2016 15:00 |                     |               |                                                    | Stadion: Mittlere Brühl, Solothurn Toeschouwers: 900 Scheidsrechter: Musa |
| 18 september 2016 15:00 |                     |               |                                                    | Stadion: Mittlere Brühl, Solothurn Toeschouwers: 900 Scheidsrechter: Musa |
|                         |                     |               |                                                    |                                                                           |

|                         |              |               |            |                                                                             |
| 18 september 2016 15:30 | FC Zug 94    | 0 − 1 (0 − 1) | FC Basel * | Stadion: Herti Allmend Stadion, Zug Toeschouwers: 4.200 Scheidsrechter: San |
| 18 september 2016 15:30 | Ntsika 90+4' |               | 45' Høegh  | Stadion: Herti Allmend Stadion, Zug Toeschouwers: 4.200 Scheidsrechter: San |
| 18 september 2016 15:30 |              |               |            | Stadion: Herti Allmend Stadion, Zug Toeschouwers: 4.200 Scheidsrechter: San |
| 18 september 2016 15:30 |              |               |            | Stadion: Herti Allmend Stadion, Zug Toeschouwers: 4.200 Scheidsrechter: San |
|                         |              |               |            |                                                                             |

|                         |               |                    |             |                                                                                               |
| 18 september 2016 16:00 | AC Bellinzona | 0 − 2 (0 − 1)      | FC Zürich * | Stadion: Stadio Comunale Bellinzona, Bellinzona Toeschouwers: 3.069 Scheidsrechter: Erlachner |
| 18 september 2016 16:00 |               | 2' Koné 74' Winter |             | Stadion: Stadio Comunale Bellinzona, Bellinzona Toeschouwers: 3.069 Scheidsrechter: Erlachner |
| 18 september 2016 16:00 |               |                    |             | Stadion: Stadio Comunale Bellinzona, Bellinzona Toeschouwers: 3.069 Scheidsrechter: Erlachner |
| 18 september 2016 16:00 |               |                    |             | Stadion: Stadio Comunale Bellinzona, Bellinzona Toeschouwers: 3.069 Scheidsrechter: Erlachner |
|                         |               |                    |             |                                                                                               |

|                         |                                           |               |                                                           |                                                                                        |
| 18 september 2016 16:00 | Neuchâtel Xamax                           | 3 − 4 (1 − 2) | FC Sion *                                                 | Stadion: Stade de la Maladière, Neuchâtel Toeschouwers: 7.219 Scheidsrechter: Klossner |
| 18 september 2016 16:00 | Veloso 26' (pen.), 71' Nuzzolo 67' (pen.) |               | 4' Zverotić 36' (pen.) Ziegler 72' Carlitos 84' Itaperuna | Stadion: Stade de la Maladière, Neuchâtel Toeschouwers: 7.219 Scheidsrechter: Klossner |
| 18 september 2016 16:00 |                                           |               |                                                           | Stadion: Stade de la Maladière, Neuchâtel Toeschouwers: 7.219 Scheidsrechter: Klossner |
| 18 september 2016 16:00 |                                           |               |                                                           | Stadion: Stade de la Maladière, Neuchâtel Toeschouwers: 7.219 Scheidsrechter: Klossner |
|                         |                                           |               |                                                           |                                                                                        |

### Achtste finales
In de achtste finales konden alle clubs elkaar treffen. Het thuisvoordeel werd toegekend aan de club uit de lagere divisie, indien van toepassing. De loting werd op 18 september 2016 verricht en was live te zien op de televisiezender RSI La 2.
|                       |                                                                  |                           |                                    |                                                                                  |
| 26 oktober 2016 19:30 | SC Kriens *                                                      | 5 – 3 (1 - 1, 2 – 2) n.v. | SC Brühl                           | Stadion: Stadion Kleinfeld, Kriens Toeschouwers: 1.200 Scheidsrechter: Fähndrich |
| 26 oktober 2016 19:30 | Thali 12' Siegrist 80' (pen.) Fanger 91' Sulejmani 111' Bem 118' |                           | 42' Átila 87' Huber 116' Šabanović | Stadion: Stadion Kleinfeld, Kriens Toeschouwers: 1.200 Scheidsrechter: Fähndrich |
| 26 oktober 2016 19:30 |                                                                  |                           |                                    | Stadion: Stadion Kleinfeld, Kriens Toeschouwers: 1.200 Scheidsrechter: Fähndrich |
| 26 oktober 2016 19:30 |                                                                  |                           |                                    | Stadion: Stadion Kleinfeld, Kriens Toeschouwers: 1.200 Scheidsrechter: Fähndrich |
|                       |                                                                  |                           |                                    |                                                                                  |

|                       |                         |               |           |                                                                                   |
| 26 oktober 2016 19:30 | FC Aarau *              | 2 − 0 (1 − 0) | FC Lugano | Stadion: Stadion Brügglifeld, Aarau Toeschouwers: 2.123 Scheidsrechter: Jaccottet |
| 26 oktober 2016 19:30 | Wüthrich 38' Tréand 81' |               |           | Stadion: Stadion Brügglifeld, Aarau Toeschouwers: 2.123 Scheidsrechter: Jaccottet |
| 26 oktober 2016 19:30 |                         |               |           | Stadion: Stadion Brügglifeld, Aarau Toeschouwers: 2.123 Scheidsrechter: Jaccottet |
| 26 oktober 2016 19:30 |                         |               |           | Stadion: Stadion Brügglifeld, Aarau Toeschouwers: 2.123 Scheidsrechter: Jaccottet |
|                       |                         |               |           |                                                                                   |

|                       |           |               |                                             |                                                                         |
| 26 oktober 2016 19:30 | FC Tuggen | 1 − 4 (0 − 4) | FC Basel *                                  | Stadion: Linthstrasse, Tuggen Toeschouwers: 4.150 Scheidsrechter: Amhof |
| 26 oktober 2016 19:30 | Shala 90' |               | 8', 18' (pen.) Boëtius 35' Lang 44' Balanta | Stadion: Linthstrasse, Tuggen Toeschouwers: 4.150 Scheidsrechter: Amhof |
| 26 oktober 2016 19:30 |           |               |                                             | Stadion: Linthstrasse, Tuggen Toeschouwers: 4.150 Scheidsrechter: Amhof |
| 26 oktober 2016 19:30 |           |               |                                             | Stadion: Linthstrasse, Tuggen Toeschouwers: 4.150 Scheidsrechter: Amhof |
|                       |           |               |                                             |                                                                         |

|                       |                            |               |            |                                                                                         |
| 26 oktober 2016 20:15 | FC Winterthur *            | 2 − 1 (0 − 1) | FC Chiasso | Stadion: Stadion Schützenwiese, Winterthur Toeschouwers: 2.100 Scheidsrechter: Schnyder |
| 26 oktober 2016 20:15 | Ljubičić 66' Dessarzin 69' |               | 9' Padula  | Stadion: Stadion Schützenwiese, Winterthur Toeschouwers: 2.100 Scheidsrechter: Schnyder |
| 26 oktober 2016 20:15 |                            |               |            | Stadion: Stadion Schützenwiese, Winterthur Toeschouwers: 2.100 Scheidsrechter: Schnyder |
| 26 oktober 2016 20:15 |                            |               |            | Stadion: Stadion Schützenwiese, Winterthur Toeschouwers: 2.100 Scheidsrechter: Schnyder |
|                       |                            |               |            |                                                                                         |

|                       |                                                    |               |                         |                                                                             |
| 26 oktober 2016 20:30 | BSC Young Boys *                                   | 5 − 0 (2 − 0) | Grasshopper Club Zürich | Stadion: Stade de Suisse, Bern Toeschouwers: 7.715 Scheidsrechter: Klossner |
| 26 oktober 2016 20:30 | Hoarau 17' Kubo 20' Ravet 46' Mbabu 77' Sanogo 85' |               |                         | Stadion: Stade de Suisse, Bern Toeschouwers: 7.715 Scheidsrechter: Klossner |
| 26 oktober 2016 20:30 |                                                    |               |                         | Stadion: Stade de Suisse, Bern Toeschouwers: 7.715 Scheidsrechter: Klossner |
| 26 oktober 2016 20:30 |                                                    |               |                         | Stadion: Stade de Suisse, Bern Toeschouwers: 7.715 Scheidsrechter: Klossner |
|                       |                                                    |               |                         |                                                                             |

|                       |           |                                        |             |                                                                                        |
| 27 oktober 2016 19:30 | FC Köniz  | 1 – 1 (0 - 0, 1 – 1) n.v. (5 – 6 pen.) | FC Luzern * | Stadion: Sportplatz Liebefeld-Hessgut, Köniz Toeschouwers: 2.150 Scheidsrechter: Pache |
| 27 oktober 2016 19:30 | Kasaï 86' |                                        | 52' Neumayr | Stadion: Sportplatz Liebefeld-Hessgut, Köniz Toeschouwers: 2.150 Scheidsrechter: Pache |
| 27 oktober 2016 19:30 |           |                                        |             | Stadion: Sportplatz Liebefeld-Hessgut, Köniz Toeschouwers: 2.150 Scheidsrechter: Pache |
| 27 oktober 2016 19:30 |           |                                        |             | Stadion: Sportplatz Liebefeld-Hessgut, Köniz Toeschouwers: 2.150 Scheidsrechter: Pache |
|                       |           |                                        |             |                                                                                        |

|                       |                         |               |               |                                                                       |
| 27 oktober 2016 20:15 | FC Zürich *             | 2 − 1 (1 − 0) | FC St. Gallen | Stadion: Letzigrund, Zürich Toeschouwers: 7.629 Scheidsrechter: Bieri |
| 27 oktober 2016 20:15 | Buff 18' Marchesano 82' |               | 89' Ajeti     | Stadion: Letzigrund, Zürich Toeschouwers: 7.629 Scheidsrechter: Bieri |
| 27 oktober 2016 20:15 |                         |               |               | Stadion: Letzigrund, Zürich Toeschouwers: 7.629 Scheidsrechter: Bieri |
| 27 oktober 2016 20:15 |                         |               |               | Stadion: Letzigrund, Zürich Toeschouwers: 7.629 Scheidsrechter: Bieri |
|                       |                         |               |               |                                                                       |

|                       |                 |                           |                                                                |                                                                                     |
| 2 november 2016 19:00 | FC Schaffhausen | 2 – 5 (0 - 1, 1 – 1) n.v. | FC Sion *                                                      | Stadion: Stadion Breite, Schaffhausen Toeschouwers: 1.272 Scheidsrechter: Erlachner |
| 2 november 2016 19:00 | Demhasaj 90+4'  |                           | 22' Gekas 103' Assifuah 104' Salatić 110' Konaté 115' Carlitos | Stadion: Stadion Breite, Schaffhausen Toeschouwers: 1.272 Scheidsrechter: Erlachner |
| 2 november 2016 19:00 |                 |                           |                                                                | Stadion: Stadion Breite, Schaffhausen Toeschouwers: 1.272 Scheidsrechter: Erlachner |
| 2 november 2016 19:00 |                 |                           |                                                                | Stadion: Stadion Breite, Schaffhausen Toeschouwers: 1.272 Scheidsrechter: Erlachner |
|                       |                 |                           |                                                                |                                                                                     |

### Kwartfinales
In de kwartfinale waren er geen voorwaarden bij de loting. De loting werd op 6 november 2016 verricht door turnster Giulia Steingruber en was live te zien op de televisiezender SRF zwei.
|                    |                       |                                        |                        |                                                                          |
| 1 maart 2017 19:30 | BSC Young Boys        | 2 – 2 (2 – 0, 2 – 2) n.v. (3 – 5 pen.) | FC Winterthur*         | Stadion: Stade de Suisse, Bern Toeschouwers: 9.462 Scheidsrechter: Pache |
| 1 maart 2017 19:30 | Hoarau 8' Bertone 39' |                                        | 61' Silvio 66' Stutter | Stadion: Stade de Suisse, Bern Toeschouwers: 9.462 Scheidsrechter: Pache |
| 1 maart 2017 19:30 |                       |                                        |                        | Stadion: Stade de Suisse, Bern Toeschouwers: 9.462 Scheidsrechter: Pache |
| 1 maart 2017 19:30 |                       |                                        |                        | Stadion: Stade de Suisse, Bern Toeschouwers: 9.462 Scheidsrechter: Pache |
|                    |                       |                                        |                        |                                                                          |

|                    |                                         |               |                                                                 |                                                                                   |
| 1 maart 2017 20:30 | FC Aarau                                | 3 – 5 (2 – 3) | FC Luzern*                                                      | Stadion: Stadion Brügglifeld, Aarau Toeschouwers: 6.162 Scheidsrechter: Jaccottet |
| 1 maart 2017 20:30 | Josipovic 29' Ciarrocchi 42' Tréand 52' |               | 3' Jurić 4' Neumayr 36' C. Schneuwly 55' Jurić 77' M. Schneuwly | Stadion: Stadion Brügglifeld, Aarau Toeschouwers: 6.162 Scheidsrechter: Jaccottet |
| 1 maart 2017 20:30 |                                         |               |                                                                 | Stadion: Stadion Brügglifeld, Aarau Toeschouwers: 6.162 Scheidsrechter: Jaccottet |
| 1 maart 2017 20:30 |                                         |               |                                                                 | Stadion: Stadion Brügglifeld, Aarau Toeschouwers: 6.162 Scheidsrechter: Jaccottet |
|                    |                                         |               |                                                                 |                                                                                   |

|                    |                                                                       |               |           |                                                                                  |
| 2 maart 2017 19:00 | FC Sion*                                                              | 5 – 1 (1 – 1) | SC Kriens | Stadion: Stade de Tourbillon, Sion Toeschouwers: 6.000 Scheidsrechter: Erlachner |
| 2 maart 2017 19:00 | Mujangi Bia 45' Konaté 65' Konaté 67' Mujangi Bia 78' Mujangi Bia 83' |               | 32' Thali | Stadion: Stade de Tourbillon, Sion Toeschouwers: 6.000 Scheidsrechter: Erlachner |
| 2 maart 2017 19:00 |                                                                       |               |           | Stadion: Stade de Tourbillon, Sion Toeschouwers: 6.000 Scheidsrechter: Erlachner |
| 2 maart 2017 19:00 |                                                                       |               |           | Stadion: Stade de Tourbillon, Sion Toeschouwers: 6.000 Scheidsrechter: Erlachner |
|                    |                                                                       |               |           |                                                                                  |

|                    |                                               |               |           |                                                                           |
| 2 maart 2017 20:30 | FC Basel*                                     | 3 – 1 (2 – 1) | FC Zürich | Stadion: St. Jakob-Park, Basel Toeschouwers: 25.259 Scheidsrechter: Bieri |
| 2 maart 2017 20:30 | Janko 21' Lang 41' Xhaka 28', 56' Steffen 75' |               | 3' Buff   | Stadion: St. Jakob-Park, Basel Toeschouwers: 25.259 Scheidsrechter: Bieri |
| 2 maart 2017 20:30 |                                               |               |           | Stadion: St. Jakob-Park, Basel Toeschouwers: 25.259 Scheidsrechter: Bieri |
| 2 maart 2017 20:30 |                                               |               |           | Stadion: St. Jakob-Park, Basel Toeschouwers: 25.259 Scheidsrechter: Bieri |
|                    |                                               |               |           |                                                                           |

### Halve finales
In de halve finale waren er geen voorwaarden bij de loting. De loting werd op 2 maart 2017, na afloop van de kwartfinale tussen FC Basel en FC Zurich, verricht door profvoetballer Mario Eggimann.
|                    |               |               |                                                     |                                                                                      |
| 5 april 2017 18:45 | FC Winterthur | 1 – 3 (0 – 0) | FC Basel*                                           | Stadion: Stadion Schützenwiese, Winterthur Toeschouwers: 9.400 Scheidsrechter: Amhof |
| 5 april 2017 18:45 | Cani 87'      |               | 54' (pen.) Delgado 85' Akanji 90+4' (pen.) Fransson | Stadion: Stadion Schützenwiese, Winterthur Toeschouwers: 9.400 Scheidsrechter: Amhof |
| 5 april 2017 18:45 |               |               |                                                     | Stadion: Stadion Schützenwiese, Winterthur Toeschouwers: 9.400 Scheidsrechter: Amhof |
| 5 april 2017 18:45 |               |               |                                                     | Stadion: Stadion Schützenwiese, Winterthur Toeschouwers: 9.400 Scheidsrechter: Amhof |
|                    |               |               |                                                     |                                                                                      |

|                    |          |                                        |           |                                                                                 |
| 5 april 2017 20:45 | FC Sion* | 0 – 0 (0 – 0, 0 – 0) n.v. (6 – 5 pen.) | FC Luzern | Stadion: Stade de Tourbillon, Sion Toeschouwers: 11.300 Scheidsrechter: Schärer |
| 5 april 2017 20:45 |          |                                        |           | Stadion: Stade de Tourbillon, Sion Toeschouwers: 11.300 Scheidsrechter: Schärer |
| 5 april 2017 20:45 |          |                                        |           | Stadion: Stade de Tourbillon, Sion Toeschouwers: 11.300 Scheidsrechter: Schärer |
| 5 april 2017 20:45 |          |                                        |           | Stadion: Stade de Tourbillon, Sion Toeschouwers: 11.300 Scheidsrechter: Schärer |
|                    |          |                                        |           |                                                                                 |

### Finale
De finale vond plaats op donderdag 25 mei 2017 in Stade de Genève.
|                   |                                 |               |         |                                                                               |
| 25 mei 2017 20:45 | FC Basel                        | 3 – 0 (0 – 0) | FC Sion | Stadion: Stade de Genève, Lancy Toeschouwers: 26.500 Scheidsrechter: Klossner |
| 25 mei 2017 20:45 | Delgado 47' Traoré 62' Lang 89' |               |         | Stadion: Stade de Genève, Lancy Toeschouwers: 26.500 Scheidsrechter: Klossner |
| 25 mei 2017 20:45 |                                 |               |         | Stadion: Stade de Genève, Lancy Toeschouwers: 26.500 Scheidsrechter: Klossner |
| 25 mei 2017 20:45 |                                 |               |         | Stadion: Stade de Genève, Lancy Toeschouwers: 26.500 Scheidsrechter: Klossner |
|                   |                                 |               |         |                                                                               |

## Topscorers
| №  | Speler          | Club           |   |
| -- | --------------- | -------------- | - |
| 1. | Anđelko Savić   | FC Le Mont     | 7 |
| 2. | Moussa Konaté   | FC Sion        | 6 |
| 2. | Marco Schneuwly | FC Luzern      | 6 |
| 4. | Yuya Kubo       | BSC Young Boys | 5 |

1925/26 ·
1926/27 ·
1927/28 ·
1928/29 ·
1929/30 ·
1930/31 ·
1931/32 ·
1932/33 ·
1933/34 ·
1934/35 ·
1935/36 ·
1936/37 ·
1937/38 ·
1938/39 ·
1939/40 ·
1940/41 ·
1941/42 ·
1942/43 ·
1943/44 ·
1944/45 ·
1945/46 ·
1946/47 ·
1947/48 ·
1948/49 ·
1949/50 ·
1950/51 ·
1951/52 ·
1952/53 ·
1953/54 ·
1954/55 ·
1955/56 ·
1956/57 ·
1957/58 ·
1958/59 ·
1959/60 ·
1960/61 ·
1961/62 ·
1962/63 ·
1963/64 ·
1964/65 ·
1965/66 ·
1966/67 ·
1967/68 ·
1968/69 ·
1969/70 ·
1970/71 ·
1971/72 ·
1972/73 ·
1973/74 ·
1974/75 ·
1975/76 ·
1976/77 ·
1977/78 ·
1978/79 ·
1979/80 ·
1980/81 ·
1981/82 ·
1982/83 ·
1983/84 ·
1984/85 ·
1985/86 ·
1986/87 ·
1987/88 ·
1988/89 ·
1989/90 ·
1990/91 ·
1991/92 ·
1992/93 ·
1993/94 ·
1994/95 ·
1995/96 ·
1996/97 ·
1997/98 ·
1998/99 ·
1999/00 ·
2000/01 ·
2001/02 ·
2002/03 ·
2003/04 ·
2004/05 ·
2005/06 ·
2006/07 ·
2007/08 ·
2008/09 ·
2009/10 ·
2010/11 ·
2011/12 ·
2012/13 ·
2013/14 ·
2014/15 ·
2015/16 ·
2016/17 ·
2017/18 ·
2018/19 ·
2019/20 ·
2020/21 ·
2021/22 ·
2022/23